# Животово (Лузький район)
Живото́во (рос. Животово) — присілок у складі Лузького району Кіровської області, Росія. Входить до складу Лальського міського поселення.
Населення становить 158 осіб (2010, 210 у 2002).
Національний склад станом на 2002 рік — росіяни 97 %.